# 40ns Premis Tony
La 40a cerimònia dels premis Tony es va celebrar l'1 de juny de 1986 al Minskoff Theatre i va ser transmesa per la cadena de televisió CBS.

## La cerimònia
El número inicial era "Wanna Sing A Show Tune". El número especial era "Forty Years of Broadway Show Music", que incloïa cançons de musicals com Annie, Big River, Finian's Rainbow, Hello, Dolly!, Fiddler on the Roof, La Cage aux Folles i Sweet Charity. El final va ser la companyia cantant "Give My Regards to Broadway".
També hi va haver vinyetes d'obres teatrals guanyadores del premi Tony.
Els presentadors i intèrprets van ser: Debbie Allen, Susan Anton, Bea Arthur, Nell Carter, Agnes de Mille, José Ferrer, Sandy Duncan, Phyllis Frelich, Helen Hayes, Michael Kidd, Cleo Laine, Jack Lemmon, Hal Linden, John V. Lindsay, Dorothy Loudon, Karen Morrow, Bernadette Peters, Stefanie Powers, Juliet Prowse, Tony Randall, Lee Roy Reams, Ann Reinking, Lee Remick, Alfonso Ribeiro, Chita Rivera, John Rubinstein, Rex Smith, Marlo Thomas, Leslie Uggams, Lily Tomlin, Sam Waterston, Ben Vereen, David Wayne, Tom Wopat.
Els musicals que van actuar van ser Big Deal ("Beat Me Daddy Eight to the Bar" - Company); Song & Dance ("Unexpected Song" - Bernadette Peters); Tango Argentino (fragments de ball - Company); i The Mystery of Edwin Drood ("There You Are"/"Don't Quit While You're Ahead" - George Rose i Company).

## Guanyadors i nominats
Els guanyadors estan indicats en negreta
| Millor obra | Millor musical |
| --- | --- |
| - I'm Not Rappaport – Herb Gardner - Benefactors – Michael Frayn - Blood Knot – Athol Fugard - The House of Blue Leaves – John Guare | - The Mystery of Edwin Drood - Big Deal - Song and Dance - Tango Argentino |
| Millor revival | Millor llibret |
| - Sweet Charity - Hay Fever - The Iceman Cometh - Loot | - Rupert Holmes - The Mystery of Edwin Drood - Bob Fosse - Big Deal - Betty Comden i Adolph Green - Singin' in the Rain - Jane Iredale - Wind in the Willows |
| Millor actor protagonista | Millor actriu protagonista |
| - Judd Hirsch – I'm Not Rappaport com Nat - Hume Cronyn – The Petition com General Sir Edmund Milne - Ed Harris – Precious Sons com Fred - Jack Lemmon – Long Day's Journey into Night com James Tyrone | - Lily Tomlin – The Search for Signs of Intelligent Life in the Universe com Various Characters - Rosemary Harris – Hay Fever com Judith Bliss - Mary Beth Hurt – Benefactors com Sheila - Jessica Tandy – The Petition com Lady Elizabeth Milne                                  |
| Millor actor protagonista de musical | Millor actriu protagonista de musical |
| - George Rose – The Mystery of Edwin Drood com Mayor Thomas Sapsea/Mr. William Cartwright - Don Correia – Singin' in the Rain com Don Lockwood - Cleavant Derricks – Big Deal com Charley - Maurice Hines – Uptown…It's Hot! com Performer                                                                  | - Bernadette Peters – Song and Dance com Emma - Debbie Allen – Sweet Charity com Charity - Cleo Laine – The Mystery of Edwin Drood com The Princess Puffer/Miss Angela Prysock - Chita Rivera – Jerry's Girls com Performer                                                       |
| Millor actor de repartiment | Millor actriu de repartiment |
| - John Mahoney – The House of Blue Leaves com Artie Shaughnessy - Peter Gallagher – Long Day's Journey into Night com Edmund Tyrone - Charles Keating – Loot com McLeavy - Joseph Maher – Loot com Truscott                                                                                                 | - Swoosie Kurtz – The House of Blue Leaves com Bananas Shaughnessy - Stockard Channing – The House of Blue Leaves com Bunny Flingus - Bethel Leslie – Long Day's Journey into Night com Mary Cavan Tyrone - Zoë Wanamaker – Loot com Fay                                          |
| Millor actor de repartiment de musical | Millor actriu de repartiment de musical |
| - Michael Rupert – Sweet Charity com Oscar - Christopher d'Amboise – Song and Dance com Joe - John Herrera – The Mystery of Edwin Drood com Neville Landless/Mr. Victor Grinstead - Howard McGillin – The Mystery of Edwin Drood com John Jasper/Mr. Clive Paget                                            | - Bebe Neuwirth – Sweet Charity com Nickie - Patti Cohenour – The Mystery of Edwin Drood com Rosa Bud/Miss Deirdre Peregrine - Jana Schneider – The Mystery of Edwin Drood com Helena Landless/Miss Janet Conover - Elisabeth Welch – Jerome Kern Goes to Hollywood com Performer |
| Millor banda sonora | Millor coreografia |
| - The Mystery of Edwin Drood – Rupert Holmes (música i lletres) - The News – Paul Schierhorn (música i lletres) - Song and Dance – Andrew Lloyd Webber (música), Don Black (lletres) i Richard Maltby Jr. (lletres addicionals) - Wind in the Willows – William P. Perry (música) i Roger McGough (lletres) | - Bob Fosse – Big Deal - Graciela Daniele – The Mystery of Edwin Drood - Peter Martins – Song and Dance - Tango Argentino Dancers – Tango Argentino |
| Millor direcció d'obra | Millor direcció de musical |
| - Jerry Zaks – The House of Blue Leaves - Jonathan Miller – Long Day's Journey into Night - José Quintero – The Iceman Cometh - John Tillinger – Loot | - Wilford Leach – The Mystery of Edwin Drood - Bob Fosse – Big Deal - Richard Maltby Jr. – Song and Dance - Claudio Segovia i Hector Orezzoli – Tango Argentino |
| Millor escenografia | Millor vestuari |
| - Tony Walton – The House of Blue Leaves - Ben Edwards – The Iceman Cometh - David Mitchell – The Boys in Winter - Beni Montresor – The Marriage of Figaro | - Patricia Zipprodt – Sweet Charity - Willa Kim – Song and Dance - Beni Montresor – The Marriage of Figaro - Ann Roth – The House of Blue Leaves |
| Millor il·luminació | |
| - Pat Collins – I'm Not Rappaport - Jules Fisher – Song and Dance - Paul Gallo – The House of Blue Leaves - Thomas R. Skelton – The Iceman Cometh | |

## Premi especial
- Al teatre regional - American Repertory Theater, Cambridge, Massachusetts

### Multiples premis i nominacions
Aquestes produccions van tenir multiples nominacions:
- 11 nominacions: The Mystery of Edwin Drood
- 8 nominacions: The House of Blue Leaves i Song and Dance
- 5 nominacions: Big Deal, Loot i Sweet Charity
- 4 nominacions: The Iceman Cometh i Long Day's Journey into Night
- 3 nominacions: I'm Not Rappaport i Tango Argentino
- 2 nominacions: Benefactors, Hay Fever, The Marriage of Figaro, The Petition, Singin' in the Rain i Wind in the Willows

Aquestes produccions van rebre multiples premis.
- 5 premis: The Mystery of Edwin Drood
- 4 premis: The House of Blue Leaves i Sweet Charity
- 3 premis: I'm Not Rappaport